# Глубокое (Челябинская область)
Глубокое — упразднённая деревня в Красноармейском районе Челябинской области России. Входила в состав Луговского сельсовета. Исключена из учётных данных в 1983 году.

## География
Располагалась у озера Глубокое, на расстоянии примерно 2,5 км по прямой к западу от деревни Камышинка.

## История
По данным на 1926 год посёлок Глубокинский состоял из 164 хозяйств. В административном отношении являлся центром Глубокинского сельсовета Челябинского района Челябинского округа Уральской области.
По данным на 1970 год входила в состав Луговского сельсовета. В ней размещалось бригада 3-го отделение Донгузловского совхоза.
Исключена из учётных данных решением Челябинского облисполкома от 13 сентября 1983 года № 479.

## Население
| 1970 | 1977 | 1983 |
| ---- | ---- | ---- |
| 155  | ↘47  | ↘2   |

По переписи 1926 года в поселке проживало 652 человека (307 мужчин и 345 женщин), в том числе русские составляли 98 % населения, татары — 2 %.